# Герасимова, Ирина Леопольдовна
Ирина Леопольдовна Герасимова (род. 9 февраля 1964, Кутаиси) — советская пловчиха, одиннадцатикратная чемпионка СССР, призёр чемпионата Европы (1983), призёр чемпионата мира (1982), участница Олимпийских игр (1980). Мастер спорта СССР международного класса (1982).

## Биография
Ирина Герасимова родилась 9 февраля 1964 года в Кутаиси. Начала заниматься плаванием в возрасте 11 лет у Александра Сафронова. В 1978 году переехала в Тбилиси, где продолжила тренироваться под руководством Льва Вечхайзера. С 1981 года с ней работал Евгений Иванченко.
Наиболее значимых успехов добивалась в начале 1980-х годов, одиннадцать раз выигрывала чемпионат СССР на дистанциях 100 (1980–1983) и 200 (1980, 1982, 1983) метров вольным стилем, а также 200 (1980, 1982, 1983) и 400 (1982) метров комплексным плаванием.
В 1980 году дебютировала в сборной страны на Олимпийских играх в Москве, где участвовала в эстафете 4×100 метров вольным стилем. На чемпионате мира в Гуаякиле стала бронзовым призёром в комбинированной эстафете 4×100 метров, а на чемпионате Европы в Риме завоевала бронзовую медаль на дистанции 200 метров комплексным плаванием. 
В 1985 году окончила Грузинский государственный институт физической культуры. В том же году завершила свою спортивную карьеру. В 1985–1990 годах была заместителем директора ДЮСШ по водным видам спорта, с 1995 года работает детским тренером. 